# نيل موريسون
نيل موريسون (بالإنجليزية: Neil Morrison)‏ هو سياسي نيوزلندي، ولد في 11 يناير 1938، وتوفي في 19 سبتمبر 2007. حزبياً، نشط في Social Credit Party (New Zealand) ‏. وقد انتخب عضو مجلس النواب النيوزيلندي.